# Jamesbrittenia thunbergii
Jamesbrittenia thunbergii là một loài thực vật có hoa trong họ Huyền sâm. Loài này được (G. Don) Hilliard mô tả khoa học đầu tiên năm 1992.